# VM i ishockey 2008
VM i ishockey 2008 var det 72. verdensmesterskab i ishockey. Mesterskabet blev afviklet i fire niveauer som VM (tidligere kaldt A-VM), 1. division (tidl. B-VM), 2. division (tidl. C-VM) og 3. division (tidl. D-VM). 48 hold deltog i VM-turneringerne, og det var tre hold flere end den hidtidige deltagerrekord, som stammede fra VM-turneringerne i 2004, 2005 og 2006.
Det egentlige VM skulle for første gang nogensinde afholdes i sportens moderland Canada, og kampene blev spillet i perioden 1. – 18. maj 2008 i byerne Halifax og Québec. Canada fik tildelt værtskabet på IIHF-kongressen i Prag den 7. maj 2004. Canada havde oprindelig to modkandidater, Tyskland og Sverige, men begge lande trak sig inden den endelige afstemning. Det blev for første gang, siden VM 1962, at et A-VM blev spillet uden for Europa.
Turneringen blev delt mellem to byer og to ishockeyhaller. I Halifax Metro Centre (10.595 tilskuerpladser), Halifax, Nova Scotia blev der spillet 24 gruppekampe (herunder Canadas gruppekampe) samt to kvartfinaler. Halifax var også værtsby for junior-VM 2003 og VM 2004 for kvinder. De sidste 30 gruppekampe, de to sidste kvartfinaler, semifinalerne, bronzekampen og finalen blev spillet i Colisée Pepsi (15.750 pladser), Québec, Québec.
I forbindelse med mesterskabet fejrede IIHF 100 års jubilæum og byen Québec 400 års jubilæum.
VM i de lavere divisioner blev spillet på forskellige terminer i løbet af april 2008.

## Samlet rangering
| VM     | VM           |
| ------ | ------------ |
| Guld   | Rusland      |
| Sølv   | Canada       |
| Bronze | Finland      |
| 4.     | Sverige      |
| 5.     | Tjekkiet     |
| 6.     | USA          |
| 7.     | Schweiz      |
| 8.     | Norge        |
| 9.     | Hviderusland |
| 10.    | Tyskland     |
| 11.    | Letland      |
| 12.    | Danmark      |
| 13.    | Slovakiet    |
| 14.    | Frankrig     |
| 15.    | Slovenien    |
| 16.    | Italien      |

| 1. division | 1. division    |
| ----------- | -------------- |
| 17.         | Østrig         |
| 18.         | Ungarn         |
| 19.         | Ukraine        |
| 20.         | Kasakhstan     |
| 21.         | Japan          |
| 22.         | Polen          |
| 23.         | Storbritannien |
| 24.         | Litauen        |
| 25.         | Kroatien       |
| 26.         | Holland        |
| 27.         | Estland        |
| 28.         | Sydkorea       |

| 2. division | 2. division |
| ----------- | ----------- |
| 29.         | Rumænien    |
| 30.         | Australien  |
| 31.         | Belgien     |
| 32.         | Kina        |
| 33.         | Serbien     |
| 34.         | Spanien     |
| 35.         | Mexico      |
| 36.         | Israel      |
| 37.         | Island      |
| 38.         | Bulgarien   |
| 39.         | New Zealand |
| 40.         | Irland      |

| 3. division | 3. division   |
| ----------- | ------------- |
| 41.         | Nordkorea     |
| 42.         | Sydafrika     |
| 43.         | Luxembourg    |
| 44.         | Tyrkiet       |
| 45.         | Grækenland    |
| 46.         | Mongoliet     |
| 47.         | Bosnien-Herc. |
| 48.         | Armenien      |

## VM
Mesterskabet får deltagelse af 16 nationer, af hvilke de 14 har kvalificeret sig ved at slutte blandt de 14 bedste ved sidste VM, mens de to sidste hold, Frankrig og Slovenien, kvalificerede sig ved at vinde hver deres 1. divisionsgruppe i 2007.
Holdene er blevet inddelt i fire grupper efter deres verdensranglisteplacering (angivet i parentes) efter sidste VM.
| Gruppe A         |
| ---------------- |
| Sverige (1)      |
| Schweiz (8)      |
| Hviderusland (9) |
| Frankrig (19)    |

| Gruppe B       |
| -------------- |
| Canada (2)     |
| USA (7)        |
| Letland (10)   |
| Slovenien (18) |

| Gruppe C      |
| ------------- |
| Finland (3)   |
| Slovakiet (6) |
| Tyskland (11) |
| Norge (14)    |

| Gruppe D     |
| ------------ |
| Tjekkiet (4) |
| Rusland (5)  |
| Danmark (12) |
| Italien (13) |

Verdensranglistens nr. 15-17 (Kasakhstan, Østrig og Ukraine) er ikke kvalificeret til VM 2008 i Canada. De tre hold spiller i 1. division ved VM 2008.

### Indledende runde
De tre bedste hold fra hver gruppe går videre til mellemrunden, mens det dårligste hold fra hver gruppe fortsætter i nedrykningskampene.
| Dato | Kamp                    | Res. | Perioder      |
| ---- | ----------------------- | ---- | ------------- |
| 3.5. | Hviderusland - Sverige  | 5-6  | 1-2, 3-2, 1-2 |
| 3.5. | Schweiz - Frankrig      | 4-1  | 2-0, 1-1, 1-0 |
| 5.5. | Schweiz - Hviderusland  | 2-1  | 1-0, 1-1, 0-0 |
| 5.5. | Sverige - Frankrig      | 9-0  | 0-0, 4-0, 5-0 |
| 7.5. | Sverige - Schweiz       | 2-4  | 1-2, 0-0, 1-2 |
| 7.5. | Frankrig - Hviderusland | 1-3  | 1-1, 0-1, 0-1 |

| Gruppe A     | Kampe | Mål   | Point |
| ------------ | ----- | ----- | ----- |
| Schweiz      | 3     | 10-40 | 9     |
| Sverige      | 3     | 17-90 | 6     |
| Hviderusland | 3     | 9-9   | 3     |
| Frankrig     | 3     | 02-16 | 0     |

| Dato | Kamp                | Tid | Perioder      |
| ---- | ------------------- | --- | ------------- |
| 2.5. | Canada - Slovenien  | 5-1 | 1-0, 3-1, 1-0 |
| 2.5. | USA - Letland       | 4-0 | 1-0, 1-0, 2-0 |
| 4.5. | Letland - Canada    | 0-7 | 0-3, 0-4, 0-0 |
| 4.5. | USA - Slovenien     | 5-1 | 1-0, 2-1, 2-0 |
| 6.5. | Canada - USA        | 5-4 | 2-0, 1-2, 2-2 |
| 6.5. | Slovenien - Letland | 0-3 | 0-0, 0-2, 0-1 |

| Gruppe B  | Kampe | Mål   | Point |
| --------- | ----- | ----- | ----- |
| Canada    | 3     | 17-50 | 9     |
| USA       | 3     | 13-60 | 6     |
| Letland   | 3     | 03-11 | 3     |
| Slovenien | 3     | 02-13 | 0     |

| Dato | Kamp                 | Res. | Perioder          |
| ---- | -------------------- | ---- | ----------------- |
| 3.5. | Tyskland - Finland   | 1-5  | 0-0, 1-2, 0-3     |
| 3.5. | Slovakiet - Norge    | 5-1  | 1-0, 2-1, 2-0     |
| 5.5. | Finland - Norge      | 3-2  | 2-2, 0-0, 0-0 1-0 |
| 5.5. | Slovakiet - Tyskland | 2-4  | 0-2, 1-1, 1-1     |
| 7.5. | Finland - Slovakiet  | 3-2  | 2-2, 1-0, 0-0     |
| 7.5. | Norge - Tyskland     | 3-2  | 0-1, 1-1, 2-0     |

| Gruppe C  | Kampe | Mål   | Point |
| --------- | ----- | ----- | ----- |
| Finland   | 3     | 11-50 | 8     |
| Norge     | 3     | 06-10 | 4     |
| Tyskland  | 3     | 07-10 | 3     |
| Slovakiet | 3     | 9-8   | 3     |

| Dato | Kamp               | Res. | Perioder          |
| ---- | ------------------ | ---- | ----------------- |
| 2.5. | Danmark - Tjekkiet | 2-5  | 2-2, 0-2, 0-1     |
| 2.5. | Rusland - Italien  | 7-1  | 1-0, 5-0, 1-1     |
| 4.5. | Tjekkiet - Rusland | 4-5  | 2-2, 1-1, 1-1 0-1 |
| 4.5. | Italien - Danmark  | 2-6  | 0-3, 1-1, 1-2     |
| 6.5. | Rusland - Danmark  | 4-1  | 1-0, 2-0, 1-1     |
| 6.5. | Tjekkiet - Italien | 7-2  | 2-2, 4-0, 1-0     |

| Gruppe D | Kampe | Mål   | Point |
| -------- | ----- | ----- | ----- |
| Rusland  | 3     | 16-60 | 8     |
| Tjekkiet | 3     | 16-90 | 7     |
| Danmark  | 3     | 09-11 | 3     |
| Italien  | 3     | 05-20 | 0     |

### Mellemrunde
De tre bedste hold fra hver indledende gruppe går videre til mellemrunden, hvor holdene fra gruppe A og D bliver samlet i gruppe E, mens holdene fra gruppe B og C samles i gruppe F. Resultaterne fra indbyrdes opgør mellem hold fra samme indledende gruppe bliver taget med til mellemrunden.
De fire bedste hold i hver gruppe går videre til kvartfinalerne. Nr. 5 og 6 i grupperne bliver rangeret som nr. 9-12 ud fra resultaterne i de to gruppespil.
| Dato  | Kamp                    | Res. | Perioder               |
| ----- | ----------------------- | ---- | ---------------------- |
| 8.5.  | Sverige - Danmark       | 8-1  | 2-0, 2-0, 4-1          |
| 8.5.  | Schweiz - Tjekkiet      | 0-5  | 0-1, 0-3, 0-1          |
| 9.5.  | Rusland - Hviderusland  | 4-3  | 0-2, 1-0, 2-1 0-0, 1-0 |
| 10.5. | Tjekkiet - Hviderusland | 3-2  | 0-1, 1-0, 1-1 0-0, 1-0 |
| 10.5. | Rusland - Sverige       | 3-2  | 0-1, 1-1, 2-0          |
| 11.5. | Danmark - Schweiz       | 2-7  | 0-2, 0-3, 2-2          |
| 11.5. | Sverige - Tjekkiet      | 5-3  | 0-0, 2-2, 3-1          |
| 12.5. | Schweiz - Rusland       | 3-5  | 0-3, 0-1, 3-1          |
| 12.5. | Hviderusland - Danmark  | 2-3  | 0-0, 0-1, 2-1 0-1      |

| Gruppe E     | Kampe | Mål   | Point |
| ------------ | ----- | ----- | ----- |
| Rusland      | 5     | 21-13 | 13    |
| Tjekkiet     | 5     | 22-14 | 9     |
| Sverige      | 5     | 23-16 | 9     |
| Schweiz      | 5     | 16-15 | 9     |
| Hviderusland | 5     | 13-18 | 3     |
| Danmark      | 5     | 09-26 | 2     |

| Dato  | Kamp               | Res. | Perioder      |
| ----- | ------------------ | ---- | ------------- |
| 8.5.  | Canada - Norge     | 2-1  | 1-0, 0-1, 1-0 |
| 8.5.  | USA - Tyskland     | 6-4  | 3-2, 1-1, 2-1 |
| 9.5.  | Finland - Letland  | 2-1  | 0-1, 1-0, 1-0 |
| 10.5. | Tyskland - Canada  | 1-10 | 0-4, 0-5, 1-1 |
| 11.5. | Norge - Letland    | 1-4  | 1-2, 0-1, 0-1 |
| 11.5. | Finland - USA      | 3-2  | 0-0, 0-2, 3-0 |
| 12.5. | USA - Norge        | 9-1  | 3-0, 3-1, 3-0 |
| 12.5. | Canada - Finland   | 6-3  | 2-1, 2-0, 2-2 |
| 12.5. | Letland - Tyskland | 3-5  | 1-1, 2-1, 0-3 |

| Gruppe F | Kampe | Mål   | Point |
| -------- | ----- | ----- | ----- |
| Canada   | 5     | 30-90 | 15    |
| Finland  | 5     | 16-12 | 11    |
| USA      | 5     | 25-13 | 9     |
| Norge    | 5     | 08-20 | 4     |
| Tyskland | 5     | 13-27 | 3     |
| Letland  | 5     | 08-19 | 3     |

### Slutspil
| Dato         | Kamp               | Res. | Perioder          | By      |
| ------------ | ------------------ | ---- | ----------------- | ------- |
| Kvartfinaler |                    |      |                   |         |
| 14.5.        | Tjekkiet - Sverige | 2-3  | 0-0, 1-1, 1-1 0-1 | Québec  |
| 14.5.        | Norge - Canada     | 2-8  | 1-2, 1-3, 0-3     | Halifax |
| 14.5.        | Rusland - Schweiz  | 6-0  | 3-0, 3-0, 0-0     | Québec  |
| 14.5.        | USA - Finland      | 2-3  | 0-1, 0-1, 2-0 0-1 | Halifax |
| Semifinaler  |                    |      |                   |         |
| 16.5.        | Rusland - Finland  | 4-0  | 1-0, 1-0, 2-0     | Québec  |
| 16.5.        | Canada - Sverige   | 5-4  | 1-1, 4-2, 0-1     | Québec  |
| Bronzekamp   |                    |      |                   |         |
| 17.5.        | Finland - Sverige  | 4-0  | 2-0, 0-0, 2-0     | Québec  |
| Finale       |                    |      |                   |         |
| 18.5.        | Canada - Rusland   | 4-5  | 3-1, 1-1, 0-2 0-1 | Québec  |

### Medaljevindere
| Guld | Sølv | Bronze |
| --- | --- | --- |
| Rusland | Canada | Finland |
| Maksim Afinogenov Mikhail Birjukov Aleksandr Eremenko Sergej Fedorov Konstantin Gorovikov Denis Grebesjkov Dmitrij Kalinin Konstantin Kornejev Ilja Kovaltjuk Andrej Markov Danil Markov Aleksej Morozov Sergej Mosjakin Jevgenij Nabokov Ilja Nikulin Aleksandr Ovetjkin Vitalij Prosjkin Aleksandr Radulov Aleksandr Semin Maksim Susjinskij Aleksej Teresjtjenko Fedor Tjutin Dimitrij Vorobjev Danis Zaripov Sergej Zinoviev | Jay Bouwmeester Brent Burns Jason Chimera Shane Doan Sam Gagner Mathieu Garon Ryan Getzlaf Marc Giordano Mike Green Dan Hamhuis Dany Heatley Ed Jovanovski Duncan Keith Chris Kunitz Pascal Leclaire Jamal Mayers Rick Nash Derek Roy Patrick Sharp Jason Spezza Martin St. Louis Eric Staal Steve Staios Jonathan Toews Cam Ward | Niklas Bäckström Sean Bergenheim Riku Hahl Hannes Hyvönen Mikko Jokela Jussi Jokinen Olli Jokinen Niko Kapanen Ville Koistinen Mikko Koivu Saku Koivu Sami Lepistö Mikko Luoma Antti-Jussi Niemi Janne Niskala Ville Peltonen Antti Pihlström Esa Pirnes Mika Pyörälä Karri Rämö Tuomo Ruutu Anssi Salmela Teemu Seelänne Ossi Väänänen Petri Vehanen |

### Nedrykningsrunde
De fire hold, der slutter på sidstepladsen i de fire indledende grupper, spiller i nedrykningsrunden om at undgå de to nedrykningspladser. Nr. 4 fra gruppe B møder nr. 4 fra gruppe C i en serie bedst af tre kampe om at undgå den ene nedrykningsplads. Den anden nedrykningsplads tilfalder taberen af en serie på bedst af tre kampe mellem nr. 4 fra gruppe A og nr. 4 fra gruppe D. De to vinderhold kvalificerer sig til næste VM, mens de to tabere "rykker ned" i 1. division.
| Dato                                                                                            | Kamp                  | Res. | Perioder                |
| ----------------------------------------------------------------------------------------------- | --------------------- | ---- | ----------------------- |
| 9.5.                                                                                            | Slovenien - Slovakiet | 1-5  | 0-1, 1-4, 0-0           |
| 10.5.                                                                                           | Slovakiet - Slovenien | 4-3  | 1-0, 2-2, 0-1, 0-0, 1-0 |
| Slovakiet forbliver i den øverste division med 2-0 i kampe. Slovenien rykker ned i 1. division. |                       |      |                         |

| Dato                                                                                         | Kamp               | Res. | Perioder      |
| -------------------------------------------------------------------------------------------- | ------------------ | ---- | ------------- |
| 9.5.                                                                                         | Frankrig - Italien | 3-2  | 1-1, 1-0, 1-1 |
| 10.5.                                                                                        | Italien - Frankrig | 4-6  | 1-2, 1-1, 2-3 |
| Frankrig forbliver i den øverste division med 2-0 i kampe. Italien rykker ned i 1. division. |                    |      |               |

### Topscorere
Listen viser de 10 topscorere sorteret efter point, ved pointlighed efter flest mål. Såfremt listen når over 10 spillere som følge af pointlighed udelades samtlige spillere der deler 10. pladsen.
| Navn               | K | M  | A  | Pts | +/- | Udv.M. | POS |
| ------------------ | - | -- | -- | --- | --- | ------ | --- |
| Dany Heatley       | 9 | 12 | 8  | 20  | +13 | 4      | FW  |
| Ryan Getzlaf       | 9 | 3  | 11 | 14  | +10 | 10     | FW  |
| Rick Nash          | 9 | 6  | 7  | 13  | +9  | 6      | FW  |
| Aleksandr Semin    | 9 | 6  | 7  | 13  | +11 | 8      | FW  |
| Mattias Weinhandl  | 9 | 5  | 8  | 13  | +9  | 2      | FW  |
| Aleksandr Ovetjkin | 9 | 6  | 6  | 12  | +11 | 8      | FW  |
| Sergej Fedorov     | 9 | 5  | 7  | 12  | +10 | 8      | FW  |
| Mike Green         | 9 | 4  | 8  | 12  | +2  | 2      | DF  |

K = Kampe; M = Mål; A = Assists; Pts = Points; +/- = Plus/minus; Udv.M. = Udvisningsminutter; POS = Position

### Bedste målmænd
Kun de 5 bedste målmænd, rangeret efter redningsprocent, som har været på isen i mere end 40% af sit holds totale spilletid er inkluderet på denne liste.
| Navn             | TPI    | Skud | MI | MIG  | Redn.% | SO |
| ---------------- | ------ | ---- | -- | ---- | ------ | -- |
| Robert Esche     | 198:03 | 102  | 7  | 2.12 | 93.14  | 0  |
| Evgeni Nabokov   | 302:42 | 126  | 9  | 1.78 | 92.86  | 2  |
| Pascal Leclaire  | 240:00 | 107  | 8  | 2.00 | 92.52  | 1  |
| Niklas Bäckström | 483:22 | 218  | 17 | 2.11 | 92.20  | 1  |
| Vitali Koval     | 370:49 | 217  | 19 | 3.07 | 91.24  | 0  |

TPI = Tid På Is (minutter:sekunder); Skud = Skud imod; MI = Mål Imod; MIG = Mål Imod Gennemsnit; Redn.% = Redningsprocent; SO = Shutouts

### Danmarks trup
| Pos.    | Nr.     | Spiller               | Klubhold                 |
| ------- | ------- | --------------------- | ------------------------ |
| M       | 1       | Simon Nielsen         | Rødovre Mighty Bulls     |
| M       | 30      | Patrick Galbraith     | SønderjyskE Ishockey     |
| M       | 31      | Peter Hirsch          | AaB Ishockey             |
| B       | 4       | Mads Bødker           | Rögle BK                 |
| B       | 5       | Daniel Nielsen        | Leksands IF              |
| B       | 6       | Stefan Lassen         | Herning Blue Fox         |
| B       | 7       | Jesper Damgaard       | Rødovre Mighty Bulls     |
| B       | 14      | Mads Bech Christensen | Frederikshavn Whitehawks |
| B       | 25      | Andreas Andreasen     | EfB Ishockey             |
| B       | 26      | Morten Dahlmann       | Herlev Hornets           |
| F       | 9       | Kasper Degn           | Nordsjælland Cobras      |
| F       | 10      | Bo Nordby Tranholm    | AaB Ishockey             |
| F       | 11      | Kim Lykkeskov         | SønderjyskE Ishockey     |
| F       | 13      | Morten Green          | Leksands IF              |
| F       | 16      | Christoffer Kjærgaard | Herning Blue Fox         |
| F       | 17      | Jannik Hansen         | Manitoba Moose           |
| F       | 18      | Mads Christensen      | Herning Blue Fox         |
| F       | 19      | Kim Staal             | Linköpings HC            |
| F       | 20      | Lars Eller            | Frölunda HC              |
| F       | 21      | Thor Dresler          | Odense IK                |
| F       | 24      | Rasmus Olsen          | AaB Ishockey             |
| F       | 29      | Morten Madsen         | Houston Aeros            |
| F       | 32      | Nichlas Hardt         | Tappara                  |
| F       | 93      | Peter Regin           | Timrå IK                 |
| Træner: | Træner: | Mike Sirant           |                          |

## 1. division
De 12 næstbedste hold spiller om verdensmesterskabet i 1. division (tidligere kaldt B-VM), der er inddelt i to grupper. De to gruppevindere kvalificerer sig til næste års VM (tidl. A-VM). De to hold, der slutter på sidstepladsen i hver gruppe, rykker ned i 2. division. Gruppe A spilles i TWK Arena i Innsbruck, Østrig, og gruppe B i Tsukisamu Sapporo Arena i Sapporo, Japan. Kampene afvikles i perioden 13. – 19. april 2008.
| Dato  | Kamp                      | Res. | Perioder               |
| ----- | ------------------------- | ---- | ---------------------- |
| 13.4. | Holland - Kasakhstan      | 3-6  | 1-3, 1-0, 1-3          |
| 13.4. | Storbritannien - Polen    | 1-2  | 0-1, 1-0, 0-0 0-0, 0-1 |
| 13.4. | Sydkorea - Østrig         | 0-8  | 0-3, 0-4, 0-1          |
| 14.4. | Polen - Holland           | 6-4  | 2-2, 1-1, 3-1          |
| 14.4. | Kasakhstan - Sydkorea     | 5-1  | 2-0, 1-0, 2-1          |
| 14.4. | Østrig - Storbritannien   | 10-5 | 4-3, 3-0, 3-2          |
| 16.4. | Sydkorea - Storbritannien | 1-4  | 0-1, 0-1, 1-2          |
| 16.4. | Polen - Kasakhstan        | 3-4  | 0-1, 0-1, 3-1 0-0, 0-1 |
| 16.4. | Østrig - Holland          | 5-1  | 0-0, 1-1, 4-0          |
| 18.4. | Storbritannien - Holland  | 8-1  | 2-0, 4-0, 2-1          |
| 18.4. | Polen - Sydkorea          | 4-1  | 0-0, 2-1, 2-0          |
| 18.4. | Kasakhstan - Østrig       | 3-4  | 1-1, 1-2, 1-1          |
| 19.4. | Holland - Sydkorea        | 6-5  | 2-1, 2-3, 1-1 1-0      |
| 19.4. | Kasakhstan - Storbrit.    | 3-1  | 1-1, 0-0, 2-0          |
| 19.4. | Østrig - Polen            | 7-3  | 1-1, 5-0, 1-2          |

| Gruppe A       | Kampe | Mål   | Point |
| -------------- | ----- | ----- | ----- |
| Østrig         | 5     | 34-12 | 15    |
| Kasakhstan     | 5     | 21-12 | 11    |
| Polen          | 5     | 18-17 | 9     |
| Storbritannien | 5     | 19-17 | 7     |
| Holland        | 5     | 15-30 | 2     |
| Sydkorea       | 5     | 08-27 | 1     |

| Dato  | Kamp               | Res. | Perioder               |
| ----- | ------------------ | ---- | ---------------------- |
| 13.4. | Kroatien - Ukraine | 0-4  | 0-1, 0-1, 0-2          |
| 13.4. | Estland - Ungarn   | 3-5  | 1-2, 2-1, 0-2          |
| 13.4. | Litauen - Japan    | 0-5  | 0-4, 0-0, 0-1          |
| 14.4. | Ukraine - Estland  | 3-1  | 0-0, 2-1, 1-0          |
| 14.4. | Ungarn - Litauen   | 6-0  | 2-0, 2-0, 2-0          |
| 14.4. | Japan - Kroatien   | 3-0  | 1-0, 0-0, 2-0          |
| 16.4. | Kroatien - Estland | 2-1  | 0-1, 1-0, 0-0 0-0, 1-0 |
| 16.4. | Ukraine - Litauen  | 6-1  | 4-0, 1-1, 1-0          |
| 16.4. | Ungarn - Japan     | 4-2  | 0-0, 3-1, 1-1          |
| 18.4. | Estland - Litauen  | 1-4  | 0-1, 1-1, 0-2          |
| 18.4. | Ungarn - Kroatien  | 3-0  | 0-0, 1-0, 2-0          |
| 18.4. | Japan - Ukraine    | 2-3  | 0-0, 2-2, 0-0 0-0, 0-1 |
| 19.4. | Litauen - Kroatien | 4-3  | 0-2, 1-0, 3-1          |
| 19.4. | Japan - Estland    | 7-3  | 4-2, 1-0, 2-1          |
| 19.4. | Ukraine - Ungarn   | 2-4  | 0-2, 2-1, 0-1          |

| Gruppe B | Kampe | Mål   | Point |
| -------- | ----- | ----- | ----- |
| Ungarn   | 5     | 22-70 | 15    |
| Ukraine  | 5     | 18-80 | 11    |
| Japan    | 5     | 19-10 | 10    |
| Litauen  | 5     | 09-21 | 6     |
| Kroatien | 5     | 05-15 | 2     |
| Estland  | 5     | 09-21 | 1     |

Resultaterne betød, at Østrig og Ungarn rykkede op i den bedste række til VM 2009, mens Sydkorea og Estland rykkede ned i 2. division.

## 2. division
De 12 tredjebedste hold spiller om verdensmesterskabet i 2. division (tidligere kaldt C-VM), der er inddelt i to grupper. De to gruppevindere kvalificerer sig til næste års 1. division. De to hold, der slutter på sidstepladsen i hver gruppe, rykker ned i 3. division. Gruppe A skal spilles i Brasov Arena i Brasov, Rumænien, og gruppe B i HISS Arena i Newcastle, New South Wales, Australien. Kampene afvikles i perioden 7. – 13. april 2008.
| Dato  | Kamp                 | Res. | Perioder               |
| ----- | -------------------- | ---- | ---------------------- |
| 7.4.  | Irland - Serbien     | 1-13 | 1-2, 0-3, 0-8          |
| 7.4.  | Belgien - Bulgarien  | 8-1  | 4-0, 1-1, 3-0          |
| 7.4.  | Israel - Rumænien    | 0-13 | 0-4, 0-5, 0-4          |
| 8.4.  | Bulgarien - Irland   | 7-4  | 2-1, 1-1, 4-2          |
| 8.4.  | Rumænien - Serbien   | 10-0 | 3-0, 4-0, 3-0          |
| 8.4.  | Belgien - Israel     | 6-3  | 2-2, 3-1, 1-0          |
| 10.4. | Belgien - Irland     | 9-1  | 3-0, 4-1, 2-0          |
| 10.4. | Israel - Serbien     | 1-4  | 1-0, 0-3, 0-1          |
| 10.4. | Rumænien - Bulgarien | 16-0 | 7-0, 4-0, 5-0          |
| 11.4. | Serbien - Belgien    | 4-5  | 3-1, 1-2, 0-1 0-0, 0-1 |
| 11.4. | Bulgarien - Israel   | 4-5  | 1-2, 1-0, 2-2 0-1      |
| 11.4. | Irland - Rumænien    | 1-21 | 0-7, 1-5, 0-9          |
| 13.4. | Serbien - Bulgarien  | 11-2 | 6-0, 5-0, 0-2          |
| 13.4. | Israel - Irland      | 7-1  | 2-0, 4-1, 1-0          |
| 13.4. | Rumænien - Belgien   | 5-1  | 2-1, 1-0, 2-0          |

| Gruppe A  | Kampe | Mål   | Point |
| --------- | ----- | ----- | ----- |
| Rumænien  | 5     | 65-20 | 15    |
| Belgien   | 5     | 29-14 | 11    |
| Serbien   | 5     | 32-19 | 10    |
| Israel    | 5     | 16-28 | 5     |
| Bulgarien | 5     | 14-44 | 4     |
| Irland    | 5     | 08-57 | 0     |

| Dato  | Kamp                     | Res. | Perioder               |
| ----- | ------------------------ | ---- | ---------------------- |
| 7.4.  | Spanien - Kina           | 4-5  | 1-0, 2-3, 1-1 0-0, 0-1 |
| 7.4.  | New Zealand - Island     | 3-6  | 1-2, 1-3, 1-1          |
| 7.4.  | Australien - Mexico      | 7-1  | 2-0, 3-1, 2-0          |
| 9.4.  | Kina - Island            | 5-4  | 2-1, 1-1, 1-2 0-0, 1-0 |
| 9.4.  | Mexico - New Zealand     | 2-0  | 1-0, 1-0, 0-0          |
| 9.4.  | Australien - Spanien     | 5-3  | 1-1, 1-2, 3-0          |
| 10.4. | Kina - Mexico            | 5-3  | 1-3, 2-0, 2-0          |
| 10.4. | Spanien - Island         | 4-3  | 1-0, 3-0, 0-3          |
| 10.4. | Australien - New Zealand | 4-2  | 1-0, 1-2, 2-0          |
| 12.4. | Mexico - Spanien         | 2-4  | 1-1, 1-2, 0-1          |
| 12.4. | New Zealand - Kina       | 2-6  | 2-1, 0-3, 0-2          |
| 12.4. | Island - Australien      | 0-3  | 0-1, 0-1, 0-1          |
| 13.4. | Island - Mexico          | 4-6  | 1-4, 3-1, 0-1          |
| 13.4. | Spanien - New Zealand    | 5-4  | 1-1, 1-0, 3-3          |
| 13.4. | Kina - Australien        | 0-1  | 0-1, 0-0, 0-0          |

| Gruppe B    | Kampe | Mål   | Point |
| ----------- | ----- | ----- | ----- |
| Australien  | 5     | 20-40 | 15    |
| Kina        | 5     | 21-14 | 10    |
| Spanien     | 5     | 21-19 | 10    |
| Mexico      | 5     | 14-20 | 6     |
| Island      | 5     | 17-21 | 4     |
| New Zealand | 5     | 11-23 | 0     |

De to gruppevindere, Rumænien og Australien, rykkede op i 1. division til VM 2009, mens de to seksere, Irland og New Zealand, rykkede ned i 3. division.

## 3. division
VM i 3. division (tidl. D-VM) blev afviklet i Luxembourg by i Luxembourg i perioden 31. marts – 6. april 2008. Holdene spillede om to opringspladser til 2. division ved VM 2009.
Mesterskabet havde deltagelse af seks hold, men eftersom der var tilmeldt otte hold, var kun de fem af holdene på forhånd sikret deltagelse i turneringen i Luxembourg: Tyrkiet, Nordkorea, Luxembourg, Sydafrika og Mongoliet. Den sidste plads tilfaldt Grækenland, der vandt en kvalifikationsturnering, som også havde deltagelse af Armenien og Bosnien-Hercegovina.
Luxembourgs Rafael Springer satte rekord som den ældste VM-spiller i historien. I holdets sidste kamp mod Grækenland spillede han i en alder af 49 år og 178 dage. Tre dage tidligere var han med en assist i 4-5-nederlaget mod Sydafrika blevet den ældste spiller, der scorede et point ved VM (49 år 175 dage).
| Dato  | Kamp                    | Res. | Perioder               |
| ----- | ----------------------- | ---- | ---------------------- |
| 31.3. | Grækenland - Sydafrika  | 1-5  | 0-2, 0-0, 1-3          |
| 31.3. | Nordkorea - Mongoliet   | 17-0 | 6-0, 5-0, 6-0          |
| 31.3. | Luxembourg - Tyrkiet    | 5-4  | 2-1, 0-2, 2-1 1-0      |
| 1.4.  | Mongoliet - Grækenland  | 4-10 | 1-2, 1-5, 2-3          |
| 1.4.  | Tyrkiet - Sydafrika     | 1-7  | 0-1, 1-1, 0-5          |
| 1.4.  | Nordkorea - Luxembourg  | 2-1  | 0-0, 0-0, 2-1          |
| 3.4.  | Tyrkiet - Mongoliet     | 11-3 | 5-1, 3-2, 3-0          |
| 3.4.  | Nordkorea - Grækenland  | 7-3  | 2-1, 2-0, 3-2          |
| 3.4.  | Luxembourg - Sydafrika  | 4-5  | 1-1, 1-3, 2-1          |
| 5.4.  | Sydafrika - Nordkorea   | 0-6  | 0-3, 0-2, 0-1          |
| 5.4.  | Grækenland - Tyrkiet    | 1-9  | 0-3, 1-3, 0-3          |
| 5.4.  | Mongoliet - Luxembourg  | 0-9  | 0-1, 0-4, 0-4          |
| 6.4.  | Sydafrika - Mongoliet   | 12-4 | 3-2, 5-1, 4-1          |
| 6.4.  | Tyrkiet - Nordkorea     | 2-8  | 1-5, 0-0, 1-3          |
| 6.4.  | Luxembourg - Grækenland | 3-2  | 0-0, 1-0, 1-2 0-0, 1-0 |

| 3. division | Kampe | Mål   | Point |
| ----------- | ----- | ----- | ----- |
| Nordkorea   | 5     | 40-60 | 15    |
| Sydafrika   | 5     | 29-16 | 12    |
| Luxembourg  | 5     | 22-13 | 7     |
| Tyrkiet     | 5     | 27-24 | 7     |
| Grækenland  | 5     | 17-28 | 4     |
| Mongoliet   | 5     | 11-59 | 0     |

Resultaterne medførte, at Nordkorea og Sydafrika rykkede op i 2. division til VM 2009.

## Kvalifikation til 3. division
Tre hold spillede om én plads ved VM i 3. division. Kvalifikationsturneringen blev spillet den 15. – 17. februar 2008 i Sarajevo i Bosnien-Hercegovina. Vinderen af turneringen kvalificerede sig til VM i 3. division.
| Dato | Kamp                       | Res.  | Perioder      |
| --- | -------------------------- | ----- | ------------- |
| 15.2. | Grækenland - Bosnien-Herc. | 10-10 | 1-0, 4-1, 5-0 |
| (a) | Armenien – Grækenland      | 0-5   | -             |
| (b) | Bosnien-Herc. – Armenien   | 5-0   | -             |
| (a)(b) IIHF besluttede at dømme Armenien som taber af begge sine kampe med 5-0, fordi de flere gange inden deres første kamp nægtede at vise spillernes pas. Oprindeligt var kampene endt med følgende resultater: |                            |       |               |
| 16.2. | Armenien – Grækenland      | 5-8   | 2-2, 0-4, 3-2 |
| 17.2. | Bosnien-Herc. – Armenien   | 01-18 | ?-?, ?-?      |

| Kval. til 3. division | Kampe | Mål   | Point |
| --------------------- | ----- | ----- | ----- |
| Grækenland            | 2     | 15-10 | 6     |
| Bosnien-Hercegovina   | 2     | 06-10 | 3     |
| Armenien              | 2     | 00-10 | 0     |

Grækenland gjorde comback ved VM efter ni års fravær fra international ishockey. Med sejre mod både Armenien og Bosnien-Hercegovina kvalificerede holdet sig til VM i 3. division senere på året.